# Eigia longistyla
Eigia longistyla är en korsblommig växtart som först beskrevs av Alexander Eig, och fick sitt nu gällande namn av Jiří Soják. Eigia longistyla ingår i släktet Eigia och familjen korsblommiga växter. Inga underarter finns listade i Catalogue of Life.